# Muškařský prut

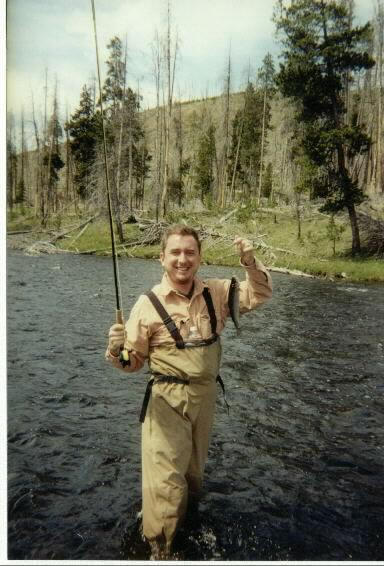
Dobrý muškařský prut přináší radost

Muškařský prut je druh rybářského prutu určeného výhradně k muškaření. Jeho úkolem je předat dostatek energie muškařské šňůře, která dopravuje lehkou nástrahu - umělou mušku na místo lovu. Oproti klasickým rybářským prutům je subtilnější konstrukce a jeho použitelnost je významně ovlivněna jeho hmotností a akcí ohybu (flexí) prutu. Moderní muškařské pruty jsou proto vyráběny z lehkých moderních materiálů jako jsou grafitová vlákna, různé kompozity a pryskyřice jako pojiva. Sedlo muškařského navijáku je na rozdíl od klasického rybářského prutu pod rukojetí a očka pro vedení muškařské šňůry jsou blízko u blanku prutu, aby nedocházelo k bočním rotacím prutu. Každý muškařský prut je váhově označen podle typu šňůry pro kterou je určen - mezinárodní značení AFTMA.

## Materiály používané pro výrobu muškařských prutů
- bambus
- skelná vlákna
- boron
- grafitová vlákna
- kompozitové materiály